# 花より男子
『花より男子』（はなよりだんご）は、神尾葉子による少女漫画、およびそれを原作としたアニメ、テレビドラマ、映画。『マーガレット』（集英社）において、1992年から2004年まで連載された。単行本は全37巻、完全版全20巻が発売されている。略称は「花男」（はなだん）。第41回（平成7年度）小学館漫画賞受賞。2018年4月時点で累計発行部数は6100万部を突破しており、2023年には「最も多く発行された単一作者による少女コミックシリーズ」としてギネス世界記録に認定された。

## 概要
神尾の代表作。裕福な生徒の多い学園に入学した貧乏少女牧野つくしの奮闘の物語で、大金持ちの男子グループ「F4」を含む正反対な人たちが生み出す差別によるいじめや対決、ギャグコメディも入った恋愛ストーリーとなっている。集英社発刊の『マーガレット』の屋台骨として、長年に渡り根強い人気を博し、2004年にその連載を終了した。女性読者だけに限らず男性読者も多く、ファン層の年代も幅広い。
アニメ化、テレビドラマ化、2度の映画化もされている（2度目はドラマシリーズの劇場版であり別々の作品）メディアミックス作品。2001年に台湾でも『流星花園（りゅうせいはなぞの）』の題名でテレビドラマ化されている。英語表記はMeteor Garden。2009年1月から3月まで、韓国KBSでも、『꽃보다 남자』の題名でテレビドラマ化された。
2005年12月9日発売の『マーガレット』本誌において、2006年中に続編を描くことを作者が明言し、2006年7月5日発売の同誌2006年15号に読み切り形式で発表され、完全版最終巻に収録された。
2008年1月4日発売の『マーガレット』で花沢類主役の前後編「俺の話をしようか」が掲載された。2008年6月には、2006年に読み切りとして掲載された続編と「俺の話をしようか」を収録した単行本37巻が発売された。
2015年2月15日より、少年ジャンプ+にて続編にあたる『花のち晴れ〜花男 Next Season〜』の連載が開始された。
2023年、本作の30周年を記念して、展覧会「誕生30周年記念 花より男子展 -Jewelry BOX-」が東京、大阪、静岡、福岡、兵庫にて巡回して開催されると発表。
2023年、「最も多く発行された単一作者による少女コミックシリーズ」としてギネス世界記録に認定された。累計発行部数は、5940万9000部（電子版含まず）。

## あらすじ
名門の筋や素封家の子弟が入学することで知られる英徳学園に、娘の玉の輿を願う母親の勧めで入学した一般庶民の牧野つくし。学校は、道明寺財閥の御曹司・司、花沢物産の御曹司・類、日本一の茶道の家元「西門流」の跡取り息子・総二郎、総合商社・美作商事の息子あきらのF4（Flower 4―“花の四人組”）に牛耳られていた。学校は、F4の親から多額の寄付を受けていたため、生徒たちはもちろん教師たちですら彼らに逆らうことが出来なかった。つくしは、それに違和感を持ちながらも平凡な高校生活を送ろうとしていた。
ところがある日、つくしはF4に花瓶の水をかけたことが原因でF4に赤札を貼られ、学校全体からいじめのターゲットにされてしまう。しかし、正義感の強いつくしは彼らの性根を叩き直さんとばかりに立ち向かって行く。
そんな中、F4のリーダーである道明寺はつくしのことを好きになってしまう。いじめられ騙され続けたつくしの人生が、このF4によって変わり始めた。次第に2人の思いは通じ合っていくが、様々な事情（司の母、楓が中心）が彼らの恋路を阻むようになる。

## 英徳学園について
英徳学園は幼稚舎から大学までの一貫校で、その大部分が幼稚舎から入学するようになっている。よって、そこから高額の学費を払える家庭のみが入学を許され、多くがお金持ちの子弟を占める。
ちなみに牧野つくしのセリフから、この学園ではつくしのような高校からの外部生入学は「極めて異例」であるとのこと。なお、「異例」とは「貧しい」という意味でもある。

## 登場人物
ここでは、主要人物のみ紹介する。
牧野 つくし（まきの つくし）
本作品の主人公。一般中流家庭の娘。
母親の見栄で、学園に入学した。富裕層の子女たちの中で地味に過ごしていたが、学園を牛耳るF4とのトラブルに巻き込まれ友人を庇った。そのことから赤札を貼られてしまい、学園中からいじめの対象になってしまう。だが、真っ直ぐな正義感と雑草のような根性からいじめに屈することはなかった。
初めは、同じF4でありながらいつも助けてくれた類に恋をするが次第にF4のリーダー、司の真っ直ぐさに惹かれていく。
道明寺 司（どうみょうじ つかさ）
F4のリーダーで、英徳学園の「独裁者」。世界に名だたる道明寺財閥の長男で、跡取り息子。
わがままで、喧嘩っ早い典型的な「俺様」タイプ。信念を貫こうとする真っ直ぐさも持つ。
「金で買えないものなんかない」と思っていたが、初めて自分の思い通りにならなかった存在、つくしと出会い、つくしに恋心を抱くようになり、本来の純粋さと、優しく穏やかな部分が垣間見えるようになる。
たまに、言い間違いや支離滅裂な発言が出てきたりする。
花沢 類（はなざわ るい）
F4のメンバー。人付き合いが苦手。性格は、実直かつクールでマイペース。あまり感情を表に出さない。昼寝が好きで、常にぼーっとしているが見るべきところは見ている。また、感性が豊かで鋭い芸術センスを持つ。
幼稚舎のころから、静に淡い恋心を抱き続けていたが、家を出て静を追ってフランスに行ったことで、それが憧れだったと気づく。その後、最初は鬱陶しいだけだったつくしへの恋を自覚するが、親友（＝司）を裏切ることはできないからと最終的には身を引く。
西門 総二郎（にしかど そうじろう）
F4のメンバー。家は茶道（表千家）の家元。次男ではあるが、長男が医者として独立したため後継者となる。
女ったらしの遊人で、本気の恋はしない主義。あきらとともにF4のムードメーカーで要領が良く、口は軽い。
中学の時に初恋を経験している。相手は幼馴染の日向更で両想いだったが、総二郎がある約束を破ったことで実らなかった。
美作 あきら（みまさか あきら）
F4のメンバー。父は総合商社・美作商事のオーナー社長。あきら本人も（高校生ながら）副社長を務め、いずれは跡を継ぐと目されている。
神経質で、潔癖症。F4の中で唯一の常識派で、唯一「気を遣う」ことを知っている。だが、他の3人と比べると地味な存在。また、F4の中でまとめ役のような存在でもある。総二郎とともにF4のムードメーカー。
恋愛対象としているのは、10歳以上年上のマダム限定。本気で恋をするなら、つくしのようなタイプだろうと思っている。

## 書誌情報

### 単行本
- 神尾葉子 『花より男子』 集英社〈マーガレットコミックス〉、全37巻
  1. 1992年10月28日発行（10月23日発売[6]）、ISBN 4-08-848028-7
  2. 1993年1月30日発行（1月25日発売[7]）、ISBN 4-08-848055-4
  3. 1993年6月30日発行（6月25日発売[8]）、ISBN 4-08-848103-8
  4. 1993年8月30日発行（8月25日発売[9]）、ISBN 4-08-848123-2
  5. 1993年11月30日発行（11月25日発売[10]）、ISBN 4-08-848153-4
  6. 1994年3月30日発行（3月25日発売[11]）、ISBN 4-08-848193-3
  7. 1994年6月29日発行（6月24日発売[12]）、ISBN 4-08-848223-9
  8. 1994年9月27日発行（9月22日発売[13]）、ISBN 4-08-848253-0
  9. 1995年1月30日発行（1月25日発売[14]）、ISBN 4-08-848295-6
  10. 1995年5月30日発行（5月25日発売[15]）、ISBN 4-08-848343-X
  11. 1995年8月30日発行（8月25日発売[16]）、ISBN 4-08-848383-9
  12. 1995年11月29日発行（11月24日発売[17]）、ISBN 4-08-848423-1
  13. 1996年3月30日発行（3月25日発売[18]）、ISBN 4-08-848475-4
  14. 1996年9月30日発行（9月25日発売[19]）、ISBN 4-08-848549-1
  15. 1996年11月30日発行（11月25日発売[20]）、ISBN 4-08-848572-6
  16. 1997年3月2日発行（2月25日発売[21]）、ISBN 4-08-848611-0
  17. 1997年7月30日発行（7月25日発売[22]）、ISBN 4-08-848677-3
  18. 1997年10月29日発行（10月24日発売[23]）、ISBN 4-08-848716-8
  19. 1998年3月2日発行（2月25日発売[24]）、ISBN 4-08-848766-4
  20. 1998年5月30日発行（5月25日発売[25]）、ISBN 4-08-848805-9
  21. 1998年10月28日発行（10月23日発売[26]）、ISBN 4-08-848870-9
  22. 1999年3月2日発行（2月25日発売[27]）、ISBN 4-08-847023-0
  23. 1999年6月30日発行（6月25日発売[28]）、ISBN 4-08-847074-5
  24. 1999年10月30日発行（10月25日発売[29]）、ISBN 4-08-847126-1
  25. 2000年3月1日発行（2月25日発売[30]）、ISBN 4-08-847178-4
  26. 2000年6月28日発行（6月23日発売[31]）、ISBN 4-08-847232-2
  27. 2000年10月30日発行（10月25日発売[32]）、ISBN 4-08-847288-8
  28. 2001年3月28日発行（3月23日発売[33]）、ISBN 4-08-847349-3
  29. 2001年6月30日発行（6月25日発売[34]）、ISBN 4-08-847380-9
  30. 2001年10月30日発行（10月25日発売[35]）、ISBN 4-08-847428-7
  31. 2002年3月2日発行（2月25日発売[36]）、ISBN 4-08-847470-8
  32. 2002年6月30日発行（6月25日発売[37]）、ISBN 4-08-847514-3
  33. 2002年11月30日発行（11月25日発売[38]）、ISBN 4-08-847568-2
  34. 2003年3月30日発行（3月25日発売[39]）、ISBN 4-08-847608-5
  35. 2003年7月30日発行（7月25日発売[40]）、ISBN 4-08-847646-8
  36. 2004年1月28日発行（年1月23日発売[41]）、ISBN 4-08-847702-2
  37. 2008年6月30日発行（6月25日発売[42]）、ISBN 978-4-08-846305-6

### 完全版
- 神尾葉子 『花より男子』 集英社〈集英社ガールズコミックス〉、全20巻
  1. 2005年5月25日発行、ISBN 4-08-855113-3
  2. 2005年5月25日発行、ISBN 4-08-855114-1
  3. 2005年6月24日発行、ISBN 4-08-855115-X
  4. 2005年6月24日発行、ISBN 4-08-855116-8
  5. 2005年7月25日発行、ISBN 4-08-855117-6
  6. 2005年7月25日発行、ISBN 4-08-855118-4
  7. 2005年8月25日発行、ISBN 4-08-855119-2
  8. 2005年9月22日発行、ISBN 4-08-855120-6
  9. 2005年10月25日発行、ISBN 4-08-855121-4
  10. 2005年11月25日発行、ISBN 4-08-855122-2
  11. 2005年12月22日発行、ISBN 4-08-855123-0
  12. 2006年1月25日発行、ISBN 4-08-855124-9
  13. 2006年2月24日発行、ISBN 4-08-855125-7
  14. 2006年3月24日発行、ISBN 4-08-855126-5
  15. 2006年4月25日発行、ISBN 4-08-855127-3
  16. 2006年5月25日発行、ISBN 4-08-855128-1
  17. 2006年6月23日発行、ISBN 4-08-855129-X
  18. 2006年7月25日発行、ISBN 4-08-855130-3
  19. 2006年8月25日発行、ISBN 4-08-855131-1
  20. 2006年9月25日発行、ISBN 4-08-855132-X

### 漫画版ノベライズ
コバルト文庫から全15巻まで発行された。著者は竹内志麻子（現在の岩井志麻子）が担当している。副題はロマンチック・ストーリー。日本版テレビドラマ開始時に全巻再版された。
- 神尾葉子（原作） / 竹内志麻子（著） 『花より男子』 集英社〈コバルト文庫ピンキー〉、全15巻
  1. 1994年3月3日発売、ISBN 4-08-611832-7
  2. 1994年6月3日発売、ISBN 4-08-611863-7
  3. 1994年9月2日発売、ISBN 4-08-611894-7
  4. 1995年4月27日発売、ISBN 4-08-614076-4
  5. 1995年6月30日発売、ISBN 4-08-614096-9
  6. 1995年10月2日発売、ISBN 4-08-614126-4
  7. 1996年4月25日発売、ISBN 4-08-614197-3
  8. 1996年7月3日発売、ISBN 4-08-614216-3
  9. 1996年10月3日発売、ISBN 4-08-614248-1
  10. 1996年12月25日発売、ISBN 4-08-614281-3
  11. 1997年2月28日発売、ISBN 4-08-614300-3
  12. 1997年4月25日発売、ISBN 4-08-614324-0
  13. 1997年6月30日発売、ISBN 4-08-614348-8
  14. 1997年10月30日発売、ISBN 4-08-614395-X
  15. 1998年2月2日発売、ISBN 4-08-614428-X
- 神尾葉子（原作） / 竹内志麻子（著） 『花より男子』 集英社〈コバルト文庫〉、全15巻
  1. 2005年10月17日発売、ISBN 4-08-600676-6
  2. 2005年10月17日発売、ISBN 4-08-600677-4
  3. 2005年10月17日発売、ISBN 4-08-600678-2
  4. 2005年10月17日発売、ISBN 4-08-600679-0
  5. 2005年10月17日発売、ISBN 4-08-600680-4
  6. 2005年10月17日発売、ISBN 4-08-600681-2
  7. 2005年10月17日発売、ISBN 4-08-600682-0
  8. 2005年10月17日発売、ISBN 4-08-600683-9
  9. 2005年10月17日発売、ISBN 4-08-600684-7
  10. 2005年10月17日発売、ISBN 4-08-600685-5
  11. 2005年10月17日発売、ISBN 4-08-600686-3
  12. 2005年10月17日発売、ISBN 4-08-600687-1
  13. 2005年10月17日発売、ISBN 4-08-600688-X
  14. 2005年10月17日発売、ISBN 4-08-600689-8
  15. 2005年10月17日発売、ISBN 4-08-600690-1

### 実写映画版ノベライズ
コバルト文庫から全1巻発行された。著者は下川香苗。漫画のノベライズではなく、実写映画のノベライズ作品。
- 神尾葉子（原作） / サタケミキオ（脚本） / 下川香苗（著） 『映画ノベライズ 花より男子ファイナル』2008年6月28日発売、ISBN 978-4-08-601179-2

### 関連書籍
- 『花より男子FF Flower boys×Fighting girls』集英社、2003年10月24日発売[43]、ISBN 4-08-847654-9
- 『韓国版ドラマ「花より男子」公式フォトブック』（神尾 葉子／創美社）集英社、2009年4月15日発売、ISBN 978-4-420-31035-2

## CDブック
1993年に集英社より第1弾が発売され、以降第3弾まで発売された。その他の作品と異なり、花沢類が主役になっているのが特徴。木村拓哉の初声優作品でもあった。
キャスト（いずれも声の出演）
主人公
- 牧野つくし - 横山智佐

F4
- 道明寺司 - 西尾拓美
- 花沢類 - 木村拓哉（SMAP）
- 西門総二郎 - 飛田展男
- 美作あきら - 子安武人

その他
- 藤堂静 - 島津冴子
- 青池和也 - 伊崎寿克

発売日
- 1. 1993年7月発売ISBN 978-4089010792
  2. 1993年12月発売ISBN 978-4089010853
  3. 1994年7月発売ISBN 978-4089010976

## アニメ

### テレビシリーズ
1996年9月8日から1997年8月31日まで、朝日放送の制作により、テレビ朝日系列（フルネット局）で放送された。また、山陰放送（TBS系列・スポンサードネット）・テレビ宮崎（フジテレビ系列・日本テレビ系列・テレビ朝日系列、番組販売扱い）および高知放送（日本テレビ系列・本放送終了後、番組販売扱い）でも遅れネットという形で放送されている。全51話。制作は東映動画。朝日放送・東映アニメ枠最後のセル画・モノラル放送アニメでもある。
各キャラクターの声優には、本業の声優ではない俳優が起用された。この作品で活躍した声優の多くはその後の朝日放送・東映アニメ枠の常連となる。
関弘美によると本作品は『ママレード・ボーイ』から続いたラブストーリー系のアニメ枠（いわゆる『トレンディーアニメ』）として初めて商業的に失敗とのことで、後番組は低年齢向けの『夢のクレヨン王国』となり、『トレンディーアニメ』路線は3年で終了した。
なお、この枠で男性アーティストが主題歌を歌った作品は現時点で本作品が最後となっている（後期EDおよび後番組『夢のクレヨン王国』以降は女性アーティストが独占している）。
アニマックスで東映特集の際、当作の好きな話アンケートを取った。その結果、第17話が1位を取りこの話のみ放送された。
この作品から番組の公式サイトが作られるようになった（この作品のみ一部デッドリンク、一部作り直された）。

#### キャスト（アニメ）
※いずれも声の出演。
主人公
- 牧野つくし - 持田真樹

F4
- 道明寺司 - 宮下直紀（少年時代：岸尾大輔、松本美和）
- 花沢類 - 山本耕史（少年時代：岸尾大輔）
- 西門総二郎 - 赤井田良彦（少年時代：松本美和）
- 美作あきら - 望月祐多（少年時代：岸尾大輔）

その他
- 藤堂静 - 今村恵子
- 道明寺楓 - 土井美加
- 道明寺椿 - 大川千帆（少女時代：岡田直子）
- 西田 - 本間ひとし
- 青池和也 - 家富洋二
- 松岡優紀 - 飛松加奈子
- 大河原滋 - 佐藤恵美香
- 織部順平 - 高橋広樹
- 牧野進 - 井上孝幸
- 牧野晴男 - 鈴木信明
- 牧野千恵子 - 渡部るみ
- 三条桜子 - 宍戸留美（途中で櫻田実果子に改名）
- 浅井百合子 - 清水よし子（ピンクの電話）
- 鮎原えりか - 梶川さほり
- 山野美奈子 - 佐藤奈美
- 遠藤真木子 - 岬風右子
- 優紀の姉、お手伝い、他 - 又村奈緒美
- 校長、生徒、カメラマン、他 - 八嶋智人

#### スタッフ（アニメ）
- 原作 - 神尾葉子（集英社マーガレットコミックス刊）
- プロデューサー - 小竹哲（朝日放送）・亀山泰夫（ASATSU）、堀内孝（ASATSU）・関弘美（東映動画）
- シリーズ構成 - 影山由美
- 音楽 - 大島ミチル
- 製作担当 - 風間厚徳
- 美術デザイン - 行信三、ゆきゆきえ
- 色彩設計 - 辻田邦夫
- キャラクターデザイン - 馬越嘉彦
- コスチュームデザイン - 川村敏江
- シリーズディレクター - 山内重保
- 制作 - 朝日放送・ASATSU・東映

#### 主題歌（アニメ）
※歌詞字幕 オープニング：あり、エンディング：なし
オープニング
「普通の日曜日に」（1話 （1996年9月8日） - 51話（1997年8月31日））
作詞 - 佐藤ありす / 作曲 - TSUKASA / 編曲 - 西本明 / 歌 - 菊田知彦
エンディング
「ケンカのあとで…」（1話（1996年9月8日） - 32話（1997年4月20日））
作詞 - 里乃塚玲央 / 作曲 - TSUKASA / 編曲 - 西本明 / 歌 - 菊田知彦
「届くかな」（33話（1997年4月27日） - 51話（1997年8月31日））
作詞・作曲 - CaYOCO / 編曲 - 井上日徳 / 歌 - CaYOCO

#### ネット局
| 放送期間（または、放送体制）  | 放送時間           | 放送局           | 対象地域       | 備考                                                             |
| ----------------------------- | ------------------ | ---------------- | -------------- | ---------------------------------------------------------------- |
| 1996年9月8日 - 1997年8月31日  | 日曜 8:30 - 9:00   | 朝日放送         | 関東広域圏     | 制作局 現・朝日放送テレビ                                        |
|                               |                    | 北海道テレビ     | 北海道         |                                                                  |
|                               |                    | 青森朝日放送     | 青森県         |                                                                  |
|                               |                    | 東日本放送       | 宮城県         |                                                                  |
|                               |                    | 秋田朝日放送     | 秋田県         |                                                                  |
|                               |                    | 山形テレビ       | 山形県         |                                                                  |
|                               |                    | 福島放送         | 福島県         |                                                                  |
|                               |                    | テレビ朝日       | 関東広域圏     |                                                                  |
|                               |                    | 新潟テレビ21     | 新潟県         |                                                                  |
|                               |                    | 北陸朝日放送     | 石川県         |                                                                  |
|                               |                    | 長野朝日放送     | 長野県         |                                                                  |
|                               |                    | 静岡朝日テレビ   | 静岡県         |                                                                  |
|                               |                    | 名古屋テレビ     | 中京広域圏     |                                                                  |
|                               |                    | 広島ホームテレビ | 広島県         |                                                                  |
|                               |                    | 山口朝日放送     | 山口県         |                                                                  |
|                               |                    | 瀬戸内海放送     | 香川県・岡山県 |                                                                  |
|                               |                    | 愛媛朝日テレビ   | 愛媛県         |                                                                  |
|                               |                    | 九州朝日放送     | 福岡県         |                                                                  |
|                               |                    | 長崎文化放送     | 長崎県         |                                                                  |
|                               |                    | 熊本朝日放送     | 熊本県         |                                                                  |
|                               |                    | 大分朝日放送     | 大分県         |                                                                  |
|                               |                    | 鹿児島放送       | 鹿児島県       |                                                                  |
|                               |                    | 琉球朝日放送     | 沖縄県         |                                                                  |
| 1996年10月6日 - 1997年8月31日 |                    | 岩手朝日テレビ   | 岩手県         | 1996年10月開局のため、第5話からネット開始                        |
| 遅れネット                    | 木曜 17:25 - 17:55 | 山陰放送         | 島根県 鳥取県  |                                                                  |
|                               | 月曜 16:30 - 17:00 | テレビ宮崎       | 宮崎県         | フジテレビ系列、日本テレビ系列、テレビ朝日系列のトリプルネット局 |

#### 各話リスト
| 話 | 放送日       | サブタイトル        | 脚本     | 演出     | 作画監督         |
| -- | ------------ | ------------------- | -------- | -------- | ---------------- |
| 1  | 1996年9月8日 | 宣戦布告            | 影山由美 | 山内重保 | 馬越嘉彦         |
| 2  | 9月15日      | ノーブランドの女!   | 影山由美 | 岡佳広   | なかじまちゅうじ |
| 3  | 9月22日      | 傷ついたりしない!   | 影山由美 | 山吉康夫 | 青山充           |
| 4  | 9月29日      | パンピーな二人!     | 影山由美 | 立場良   | 伊藤智子         |
| 5  | 10月6日      | 彼とあたしとアイツ  | 吉田玲子 | 梅澤淳稔 | 河野宏之         |
| 6  | 10月13日     | 一夜のシンデレラ    | 影山由美 | 矢部秋則 | 川村敏江         |
| 7  | 10月20日     | 恋のアタミナイト    | 影山由美 | 山内重保 | 生田目康裕       |
| 8  | 10月27日     | 新学期の悪夢!!      | 吉村元希 | 岡佳広   | なかじまちゅうじ |
| 9  | 11月10日     | 道明寺司・キレル!   | 影山由美 | 山吉康夫 | 青山充           |
| 10 | 11月17日     | すべてを捨てる女性  | 影山由美 | 梅澤淳稔 | 河野宏之         |
| 11 | 11月24日     | 愛は大空の彼方へ    | 影山由美 | 立場良   | 伊藤智子         |
| 12 | 12月1日      | デート!? 雪の表参道 | 吉田玲子 | 矢部秋則 | 川村敏江         |
| 13 | 12月8日      | はやすぎる恋の展開  | 影山由美 | 岩井隆央 | 青山充           |
| 14 | 12月15日     | 桜子の隠された秘密  | 松井亜弥 | 岡佳広   | 生田目康裕       |
| 15 | 12月22日     | とっとと消えな!!    | 影山由美 | 山吉康夫 | なかじまちゅうじ |
| 16 | 12月29日     | あたしを信じて!     | 影山由美 | 山内重保 | 馬越嘉彦         |
| 17 | 1997年1月5日 | やっとつかまえた    | 影山由美 | 梅澤淳稔 | 河野宏之         |
| 18 | 1月12日      | 俺とつきあわない?   | 吉田玲子 | 立場良   | 伊藤智子         |
| 19 | 1月19日      | さざめく胸の小鳥    | 吉村元希 | 矢部秋則 | 青山充           |
| 20 | 1月26日      | 裏切りの暑い夜      | 影山由美 | 山吉康夫 | 川村敏江         |
| 21 | 2月2日       | キスの罪と罰        | 吉田玲子 | 岩井隆央 | なかじまちゅうじ |
| 22 | 2月9日       | 戸惑いの初デート    | 影山由美 | 岡佳広   | 河野宏之         |
| 23 | 2月16日      | 道明寺椿あらわる!   | 吉村元希 | 立場良   | 伊藤智子         |
| 24 | 2月23日      | 愛の嵐! 学園追放!?  | 吉田玲子 | 梅澤淳稔 | 青山充           |
| 25 | 3月2日       | 二人・それぞれの愛  | 吉村元希 | 矢部秋則 | 馬越嘉彦         |
| 26 | 3月9日       | 眠れない二人の夜!   | 吉田玲子 | 山吉康夫 | 川村敏江         |
| 27 | 3月16日      | 道明寺、N.Yへ!!     | 影山由美 | 岩井隆央 | 小泉昇           |
| 28 | 3月23日      | つくし、カナダへ!!  | 吉村元希 | 立場良   | 伊藤智子         |
| 29 | 3月30日      | アイツのぬくもり!   | 吉田玲子 | 岡佳広   | 河野宏之         |
| 30 | 4月6日       | 友だち、いらない?   | 影山由美 | 梅澤淳稔 | 青山充           |
| 31 | 4月13日      | 衝撃! 二度目の赤札  | 影山由美 | 矢部秋則 | なかじまちゅうじ |
| 32 | 4月20日      | 道明寺は…来ない?    | 影山由美 | 山吉康夫 | 馬越嘉彦         |
| 33 | 4月27日      | いつか笑える日      | 吉村元希 | 岩井隆央 | 川村敏江         |
| 34 | 5月4日       | 俺の大事な女です!   | 吉田玲子 | 立場良   | 伊藤智子         |
| 35 | 5月11日      | 恋の逃避行!?        | 影山由美 | 岡佳広   | 青山充           |
| 36 | 5月18日      | 司の母の密かな企み  | 影山由美 | 矢部秋則 | 河野宏之         |
| 37 | 5月25日      | 仕組まれた対決!     | 影山由美 | 山吉康夫 | なかじまちゅうじ |
| 38 | 6月1日       | 調教してあげる!!    | 吉村元希 | 山内重保 | 生田目康裕       |
| 39 | 6月8日       | 魔のトライアングル  | 影山由美 | 立場良   | 伊藤智子         |
| 40 | 6月15日      | 恋の引き際・分岐点  | 影山由美 | 岩井隆央 | 青山充           |
| 41 | 6月22日      | 新しい日々の始まり  | 影山由美 | 矢部秋則 | 川村敏江         |
| 42 | 6月29日      | バッタリ! Wデート   | 吉村元希 | 山吉康夫 | 河野宏之         |
| 43 | 7月6日       | 心の傷は深くて重い  | 影山由美 | 山内重保 | 馬越嘉彦         |
| 44 | 7月13日      | おまえじゃダメだ!   | 影山由美 | 矢部秋則 | 生田目康裕       |
| 45 | 7月20日      | 素直になれば?       | 影山由美 | 立場良   | 伊藤智子         |
| 46 | 7月27日      | ハリケーン接近中!!  | 影山由美 | 山吉康夫 | 青山充           |
| 47 | 8月3日       | 転校生・滋の波紋!   | 吉村元希 | 岩井隆央 | なかじまちゅうじ |
| 48 | 8月10日      | 留学するしかない?!  | 吉田玲子 | 岡佳広   | 河野宏之         |
| 49 | 8月17日      | 二人の新しい関係    | 影山由美 | 矢部秋則 | 川村敏江         |
| 50 | 8月24日      | もうおしまいにしよ  | 影山由美 | 山内重保 | 生田目康裕       |
| 51 | 8月31日      | ネバーエンディング  | 影山由美 | 山吉康夫 | 馬越嘉彦         |

#### 映像ソフト化
- 1997年11月14日にVHSが全12巻リリースされたが、現在は全巻廃盤となっている。
- 2006年5月21日に全話収録のDVD-BOXが発売された。
- 2007年1月21日〜同年3月21日にかけて「花より男子2」の放送開始を記念して単巻DVDが発売。全9巻で、第1巻のみ6話収録（第2巻以降は5話収録）。1〜3、4〜6、7〜9巻はそれぞれ同時発売。
- 2021年現在、Blu-ray版はリリースされていない。

| 朝日放送制作・テレビ朝日系列 日曜8:30 - 9:00枠 | 朝日放送制作・テレビ朝日系列 日曜8:30 - 9:00枠        | 朝日放送制作・テレビ朝日系列 日曜8:30 - 9:00枠    |
| 前番組                                         | 番組名                                                | 次番組                                            |
| ---------------------------------------------- | ----------------------------------------------------- | ------------------------------------------------- |
| ご近所物語 （1995年9月10日 - 1996年9月1日）    | 花より男子（アニメ） （1996年9月8日 - 1997年8月31日） | 夢のクレヨン王国 （1997年9月7日 - 1999年1月31日） |

### 劇場版
1997年春の東映アニメフェア併映作品の一つとして制作、上映された。舞台は日本ではなく、アメリカ・ニューヨーク。ブロードウェイでの人気スター・道明寺司をはじめとするF4、一方つくしは雑用係をしながらミュージカルスターを目指している研修生といった（原作コミックスやテレビアニメ版の作品世界とは繋がらない）完全オリジナルストーリー設定（いわゆるスターシステム的作品）となっている。主役の座を巡って三条たちと熾烈な戦いが起きるかと思えば、新進気鋭の作曲家・花沢類に想いを寄せたりする様を、ミュージカル仕立てで描いている。東映アニメフェアは1995年ごろから、配収が低落傾向で、当初、『地獄先生ぬ〜べ〜 午前0時ぬ〜べ〜死す!』と『ゲゲゲの鬼太郎 おばけナイター』の二本立て予定していたが、女の子の集客を狙い本作品を付け加えた。しかし配給収入は5.2億円、5.4億円と、思うような結果とならなかった。後にVHS版がリリースされたが、現在は廃盤となっており、DVD-BOX（初回限定版）には特典として収録されている。
キャスト
主人公
- 牧野つくし - 持田真樹

F4
- 道明寺司 - 宮下直紀
- 花沢類 - 山本耕史
- 西門総二郎 - 赤井田良彦
- 美作あきら - 望月祐多

その他
- 藤堂靜 - 今村恵子
- 青池和也 - 家富洋二
- 松岡優紀 - 飛松加奈子
- 三条桜子 - 櫻田実果子（現・宍戸留美）
- 浅井百合子 - 清水よし子
- 鮎原えりか - 梶川さほり
- 山野美奈子 - 佐藤奈美
- 遠藤真木子 - 岬風右子
- 照明のスタッフ - 八嶋智人
- 公園の男 - 小栗雄介、岸尾大輔
- 劇団の先輩 - 又村奈緒美

スタッフ
- 製作 - 高岩淡、泊懋
- 編集 - 花井正明
- 企画 - 関弘美（東映動画）
- 監督 - 山内重保
- 作画監督 - 近藤優次、松本朋之
- 助監督 - 長峯達也
- 脚本 - 影山由美
- 撮影 - 吉野和宏
- 音楽 - 大島ミチル
- 美術監督 - ゆきゆきえ
- 録音 - 川崎公敬

## テレビドラマ（台湾版）
2001年に台湾でテレビドラマ化され、『流星花園』（りゅうせい はなぞの）の題名で放送された。ヒロインをバービィー・スーが演じ、F4はジェリー・イェン、ヴィック・チョウ、ケン・チュウ、ヴァネス・ウーが演じた。この『流星花園』は少なくとも13か国で放送され、F4を演じた4人が人気を博し、F4の名前でCDや写真集を発売し活動した。ドラマを放送した2001年に発売したF4の初アルバム『流星雨』(りゅうせいう）は、アジアを中心に世界で400万枚売れた。

## テレビドラマ（日本版）
TBSテレビ系「金曜ドラマ」枠で放送された。主演は井上真央。
『花より男子』（以下「第1期」と記す）は、2005年10月21日から12月16日まで放送された。元々は別のドラマの企画が進んでいた枠だったが、その企画が頓挫したため、同年8月に急遽制作が決定した経緯があり、事実上の穴埋め企画だったため「視聴率は5%行けばいい」というところからスタートした。しかしその思惑とは裏腹に、同年秋クールNo.1のヒットを獲得した。
『花より男子2（リターンズ）』（以下「リターンズ」と記す）は、続編を望む視聴者の要望に応える形で制作され、2007年1月5日から3月16日まで放送された。また、番組ホームページで見たい原作のエピソードを募るなど視聴者参加型となった。10月下旬より撮影が始まり、11月下旬にはニューヨークロケを敢行した。12月6日の記者会見では、松本潤・松田翔太・阿部力の日本チーム、井上・小栗旬のニューヨークチームに分かれ、TBS初の日本＝ニューヨーク間の衛星同時中継による会見が行われた。
2008年6月28日には、『花より男子F（ファイナル）』のタイトルで映画化された。

### キャスト（日本版）

#### 主人公とF4
- 牧野つくし - 井上真央（幼少期：松岡日菜・水黒遥日）
- 道明寺司 - 松本潤（幼少期：武田航介）
- 花沢類 - 小栗旬（幼少期：上田拓未）
- 西門総二郎 - 松田翔太（幼少期：星野亜門）
- 美作あきら - 阿部力（幼少期：渡辺魁士）

#### F4の関係者
- 藤堂静 - 佐田真由美
- 大河原滋 - 加藤夏希（リターンズ・第1 - 8話、最終話）
- 日向更 - 貫地谷しほり（リターンズ・第3 - 7話）

#### 団子屋
- 松岡優紀 - 西原亜希（幼少期：彩田真鈴・井上里花）
- 千石幸代 - 加藤貴子

#### 道明寺グループ
- 道明寺椿 - 松嶋菜々子（特別出演）
- 道明寺楓 - 加賀まりこ
- 西田 - デビット伊東
- ケン内田 - 鶴見辰吾（リターンズ・第9 - 最終話（第1 - 8話回想））
- ケン内田の妻 - 水月舞（リターンズ・（第1 - 6話回想））
- ケン内田の子供 - 宮崎翠（リターンズ・（第1 - 6話回想））、橋田歩果（リターンズ・（第1 - 6話回想））
- タマ - 佐々木すみ江（リターンズ・第6 - 最終話）

#### 牧野家
- 牧野進 - 冨浦智嗣
- 牧野晴男 - 小林すすむ
- 牧野千恵子 - 石野真子

#### 英徳学園
- 三条桜子（2年C組） - 佐藤めぐみ（リターンズでは友情出演）（幼少期：森山彩菜）

#### 2年C組生徒（☆はリターンズで3年C組生徒として引き続き登場するキャスト）
- 浅井百合子 - 瀬戸早妃☆
- 鮎原えりか - 深田あき☆
- 山野美奈子 - 松岡恵望子☆
- 菊池ほのか - 斉川あい☆
- 小林萌 - 野口由佳☆
- 白石絵理佳 - 星野友紀☆
- 高崎遥 - 松田希☆（リターンズでは松田珠希に改名）
- 野本かれん - 山口由香里
- 林彩乃 - 山口理紗☆
- 村上有紗 - 山田沙耶香☆
- 森岡美月 - 池田香織
- 稲川龍 - 池田裕治☆
- 小俣優介 - 大山恭平☆（リターンズでは恭平に改名）
- 杉原功一 - 小林淳
- 千葉哲 - 田代功児☆
- 寺田淳司 - 中山麻生
- 中條安弘 - 毛利友哉
- 森智裕 - ナオキ
- 田中剣太郎 - 関川太郎☆
- 大村学☆
- 草薙良樹☆
- 吉原大史
- 若林宏紀

#### 3年C組生徒（リターンズ）
- 長池真一 - 小室譲
- 寺岡篤弘 - 佐藤雄一
- 八神愛美 - Erina
- 森下祐月 - 大政絢
- 斉藤未知

#### ゲスト（第1期）
- 栗巻あや乃 - 酒井彩名（最終話）
- 山中美菜子 - 伊藤かずえ（最終話）
- 千石幸代の元恋人 - 宅間孝行[57]（第4 - 9話）
  - 各話で語られる元恋人は全て別人ということになっているが、演者は同じ。
- 牛島健人 - 小浜良太
- 鮒井勝 - 山下徹

第1話「宣戦布告!! お金より絶対に大切なモノ」
- 猿渡慎吾 - 郭智博
- きもとたかゆき（赤札を貼られた2年A組の生徒） - 佐野和真
- 英徳学園2年C組担任 - 長谷川朝晴
- あきらの不倫相手 - 吉瀬美智子

第4話「初めての朝帰り!?」
第5話「命がけの愛の告白」
- リュウジ - 半田健人
- 作業員 - 我修院達也
- ブティック店長 - 芹澤名人
- 英徳幼稚園の先生 - 上村愛香

第6話「大波乱一触即発の三角関係」
第7話 「バトルF4解散!!」
- 中塚 - 忍成修吾
- 中塚の女友達 - 三津谷葉子

第8話「いざ女子高生日本一決定戦」
最終話「最高のラストプレゼント」
- TOJ司会 - 半海一晃
- TOJ出場者 - 茜ゆりか、浅野昭子、亜南、あゆみ、伊東愛、今井友香、大西智美、岡本奈月、管由彩子、小島あ湖、小林菜津子、渋谷桃子、東海林愛美、庄司有希、長谷川愛、松木里奈、望月みさ、山崎静香、YOKO、若林優佳、渡部瑞貴
- 晴男の会社の社長 - みのもんた（友情出演）
- 晴男の会社の社長秘書 - レイザーラモンHG

#### ゲスト（リターンズ）
第1話「あれから1年…今夜遂に復活!! 今度の舞台はニューヨーク!! 大波乱の恋と友情の新展開 つーかハッピーエンドじゃなかったの!?」
- 織部順平 - 生田斗真（第3話）
- 順平の慕っていた兄ちゃん - 柳澤貴彦
- 猿渡慎吾 - 郭智博
- 前田美紀 - 藤咲ゆりえ
- パーティ司会者 - 朝岡聡

第3話「ばいばいバカ男」
- 美作あきらの母親 - 西村知美（最終話にも登場）
- 美作絵夢 - 北山伊万里（同上）
- 美作芽夢 - 北山向日葵（同上）
- 滋の父 - 佐々木勝彦（第8話にも登場）
- 滋の母 - 三谷侑未（同上）

第5話「おまえが好きだ」
- 進の初恋の相手 美雪 - 水沢奈子

第6話「告白は大波乱!!」
第7話「一期一会の初恋」
- 英徳学園校長 - 浅沼晋平
- アパートの住人 - 谷津勲、安田洋子
- F4の女友達 - 斉藤幸乃、森田このみ
- 日向更の婚約者 小沢 - 田中圭

第8話 「四角関係の決着」
- タマの夫 - 矢倉亮
- 若い頃のタマ - 田中夏子

第9話 「切ない雨の別れ」
- 優紀の父親 - おかやまはじめ
- 優紀の母親 - 比企理恵

第10話「消えた思い出」
- 中島海 - 戸田恵梨香（最終話にも登場）

最終話 「史上最高のプロポーズ」
- 自殺願望のIT発明家 遠山 - 山本學
- 看護師 - 竹森りさ
- 救助隊員 - 東野幸治
- レポーター - 小森谷徹
- 少女 - 松元環季

### スタッフ（日本版）
※ (1) (2) は片シーズンのみの担当
- 原作 - 神尾葉子『花より男子』（集英社マーガレットコミックス）
- シリーズ構成 - サタケミキオ
- シリーズ構成協力 - 荒井修子（1）
- 脚本 - サタケミキオ・藤本有紀（1）・高橋ナツコ（1）
- 音楽 - 山下康介
- スタントコーディネーター - 辻井啓伺
- 主題歌 - 嵐（ジェイ・ストーム）
  - 第1期 - 「WISH」[51]
  - リターンズ - 「Love so sweet」[67]
2曲ともオリコンで1位を獲得している。
- 挿入歌
  - 第1期 - 大塚愛「プラネタリウム」（avex trax）[51]
  - リターンズ - 宇多田ヒカル「Flavor Of Life -Ballad Version-」（東芝EMI）[68]
こちらも2曲ともオリコンで1位を獲得している。2007年3月のオリコン月間シングルランキングでは「Flavor of Life」が1位、「Love so sweet」が2位とワンツーフィニッシュを決めた。
「Flavor of Life」はオリコン年間ランキングでは2位を獲得。
- 企画協力 - PPM
- 撮影協力 - 東京薬科大学・成蹊大学・ブリティッシュヒルズ・銀座吉信
- 協力 - 緑山スタジオ・シティ・東通・日音・アックス
- プロデューサー - 瀬戸口克陽、三城真一（2）
- 演出 - 石井康晴・山室大輔・片山修（1）・坪井敏雄（2）・三城真一（2）・武藤淳（2）
- 制作 - TBSテレビ
- 製作著作 - TBS

### 放送日程

#### 『花より男子』
| 各話                                                       | 放送日          | サブタイトル                        | 脚本         | スタントコーディネーター | 演出     | 視聴率 |
| ---------------------------------------------------------- | --------------- | ----------------------------------- | ------------ | ------------------------ | -------- | ------ |
| 第1話                                                      | 2005年 10月21日 | 宣戦布告!! お金より絶対に大切なモノ | 藤本有紀     | 辻井啓伺                 | 石井康晴 | 18.3%  |
| 第2話                                                      | 10月28日        | 最悪のファーストキス!!              | 高橋ナツコ   | 辻井啓伺                 | 山室大輔 | 19.3%  |
| 第3話                                                      | 11月04日        | 涙!! サヨナラ大好きなヒト           | サタケミキオ | 辻井啓伺                 | 片山修   | 20.5%  |
| 第4話                                                      | 11月11日        | 初めての朝帰り!?                    | サタケミキオ | 辻井啓伺                 | 石井康晴 | 20.7%  |
| 第5話                                                      | 11月18日        | 命がけの愛の告白                    | 藤本有紀     | 辻井啓伺                 | 山室大輔 | 19.0%  |
| 第6話                                                      | 11月25日        | 大波乱一触即発の三角関係            | サタケミキオ | 辻井啓伺                 | 片山修   | 19.7%  |
| 第7話                                                      | 12月02日        | バトルF4解散!!                      | 藤本有紀     | 辻井啓伺                 | 石井康晴 | 17.3%  |
| 第8話                                                      | 12月09日        | いざ女子高生日本一決定戦            | サタケミキオ | 辻井啓伺                 | 片山修   | 19.9%  |
| 最終話                                                     | 12月16日        | 最高のラストプレゼント              | サタケミキオ | 辻井啓伺                 | 石井康晴 | 22.4%  |
| 平均視聴率 19.8%（視聴率は関東地区・ビデオリサーチ社調べ） |                 |                                     |              |                          |          |        |

#### 『花より男子2（リターンズ）』
| 各話                                                       | 放送日         | サブタイトル | 脚本         | スタントコーディネーター | 演出     | 視聴率 |
| ---------------------------------------------------------- | -------------- | --- | ------------ | ------------------------ | -------- | ------ |
| 第1話                                                      | 2007年 1月05日 | あれから1年…今夜遂に復活!! 今度の舞台はニューヨーク!! 大波乱の恋と友情の新展開 つーかハッピーエンドじゃなかったの!? | サタケミキオ | 辻井啓伺                 | 石井康晴 | 19.4%  |
| 第2話                                                      | 01月12日       | 最強のライバル | サタケミキオ | -                        | 石井康晴 | 20.1%  |
| 第3話                                                      | 01月19日       | ばいばいバカ男 | サタケミキオ | 辻井啓伺                 | 坪井敏雄 | 19.2%  |
| 第4話                                                      | 01月26日       | 命がけの修羅場 | サタケミキオ | -                        | 坪井敏雄 | 23.1%  |
| 第5話                                                      | 02月02日       | おまえが好きだ | サタケミキオ | 辻井啓伺                 | 石井康晴 | 20.3%  |
| 第6話                                                      | 02月09日       | 告白は大波乱!! | サタケミキオ | 辻井啓伺                 | 三城真一 | 21.0%  |
| 第7話                                                      | 02月16日       | 一期一会の初恋 | サタケミキオ | -                        | 武藤淳   | 21.0%  |
| 第8話                                                      | 02月23日       | 四角関係の決着 | サタケミキオ | -                        | 石井康晴 | 22.7%  |
| 第9話                                                      | 03月02日       | 切ない雨の別れ | サタケミキオ | 辻井啓伺                 | 石井康晴 | 22.3%  |
| 第10話                                                     | 03月09日       | 消えた思い出 | サタケミキオ | 辻井啓伺                 | 坪井敏雄 | 21.6%  |
| 最終話                                                     | 03月16日       | 史上最高のプロポーズ                                                                                                | サタケミキオ | 辻井啓伺                 | 石井康晴 | 27.6%  |
| 平均視聴率 21.6%（視聴率は関東地区・ビデオリサーチ社調べ） |                | |              |                          |          |        |

### 備考
- 道明寺邸は東京都庭園美術館（旧朝香宮邸）を使用していた。
- 他局のフジテレビやテレビ東京、関西ローカルの番組中でも「花より男子」の特集が組まれた。
- 2006年12月25日に放送され、花男チームとして主要キャストが出演した『関口宏の東京フレンドパークII』はファンの要望により、関東・関西地区で2007年夏に再放送された。
- リターンズが第52回ザテレビジョンドラマアカデミー賞 最優秀作品賞を受賞[70]。
- 2007年7月11日に発売されたリターンズのDVD-BOXは初回出荷数が6万2500セットを記録し、国内ドラマジャンル最高記録なった。
- 2008年7月2日に、Blu-ray-Boxをシーズンごとに順次リリースした。国内ドラマが全話Blu-ray化されるのは本作品が初。
- ジャニーズ事務所の肖像権の管理の都合上、ドラマ版の公式HPの松本の写真は原作の道明寺のイラストに差し替えられている。
- リターンズが2007年度「年間ドラマ満足度ランキング」の1位に輝いた。（オリコン）
- 2007年3月9日にはプロム（卒業式の後に開かれる記念のダンスパーティ）のシーン撮影のため、一般のエキストラ1万2000人をHPで募集し、日本武道館にて撮影が行われた。応募総数は10万人以上。
- 2010年に小栗が監督を務めた映画『シュアリー・サムデイ』が第14回プチョン国際ファンタスティック映画祭に正式招待された際、小栗はテレビ番組の企画でドラマ韓国版で花沢類を演じたキム・ヒョンジュンと対談し、日韓の花沢類役の俳優のツーショットが初めて実現した[71]。
- 現在でも本作のキャストとスタッフ陣でタッグを組むことがあり、2009年には松本主演、小栗共演の「スマイル」、2010年には小栗主演、井上共演の「獣医ドリトル」、2012年には松本主演、松嶋共演の「ラッキーセブン」が放送されている。2011年の第62回NHK紅白歌合戦では井上が紅組司会、嵐が白組司会を担当した。
- 2013年の正月に小栗と山田優がハワイにて挙式披露宴を執り行った際、井上・松本と生田が出席し、新婦のブーケトスを井上が受け取り、松本と生田は披露宴で嵐のヒット曲を披露するなど現在でも本作品キャストの交流があることがうかがえる式であったという。
- 2014年に小栗が主演を務めた映画『ルパン三世』では、ドラマ日本版で花沢類を演じた小栗、ドラマ台湾版で道明寺司を演じたジェリー・イェン、ドラマ韓国版で美作あきらを演じたキム・ジュンが共演し、日韓台の『花より男子』キャストが集結した[72]。
- 2018年には松田が結婚式を挙げ、松本・小栗・阿部が参加し再び花男メンバーが集合した。
- 2020年5月に行われ、300人が投票に参加した「あなたが初めて夢中になったドラマランキング」では、『東京ラブストーリー』や『ごくせん』らを凌ぎ1位を獲得した[73]。

### 関連商品

#### CD『花より男子 オリジナル・サウンドトラック』
第1期のサウンドトラックCDとしてリリースされている。
収録曲
1. 花より男子メインテーマ
  - 作曲：山下康介、編曲：山下康介
2. cloudy noon
  - 作曲：山下康介、編曲：山下康介
3. Mysterious Chocolate
  - 作曲：山下康介、編曲：山下康介
4. 絆
  - 作曲：山下康介、編曲：山下康介
5. Flower 4
  - 作曲：山下康介、編曲：山下康介、Co-Arranged：神坂亨輔
6. glacial
  - 作曲：山下康介、編曲：山下康介
7. 団らん
  - 作曲：山下康介、編曲：山下康介
8. 小さな願い
  - 作曲：山下康介、編曲：山下康介
9. つくし
  - 作曲：山下康介、編曲：山下康介
10. 孤高
  - 作曲：山下康介、編曲：山下康介
11. 午前4時
  - 作曲：山下康介、編曲：山下康介
12. ダッシュ!
  - 作曲：山下康介、編曲：山下康介
13. DOMINATION
  - 作曲：山下康介、編曲：山下康介
14. blue mind
  - 作曲：山下康介、編曲：山下康介
15. WISH(Inst. for TV)
  - 作曲：オオヤギヒロオ、編曲：山下康介、Co-Arranged：神坂亨輔
16. 揺らめくキモチ
  - 作曲：山下康介、編曲：山下康介

| TBS系 金曜ドラマ                                     | TBS系 金曜ドラマ                                                     | TBS系 金曜ドラマ                        |
| 前番組                                               | 番組名                                                               | 次番組                                  |
| ---------------------------------------------------- | -------------------------------------------------------------------- | --------------------------------------- |
| ドラゴン桜（第1シリーズ） （2005年7月8日 - 9月16日） | 花より男子（テレビドラマ） （2005年10月21日 - 12月16日）             | 夜王 （2006年1月13日 - 3月24日）        |
| 笑える恋はしたくない （2006年12月1日 - 12月15日）    | 花より男子2（リターンズ）（テレビドラマ） （2007年1月5日 - 3月16日） | 特急田中3号 （2007年4月13日 - 6月22日） |

## テレビドラマ（韓国版）
『꽃보다男子』（꽃보다 남자／コッポダナムジャ）のタイトルで、2009年1月5日から3月31日まで韓国KBS第2テレビ(KBS2)で毎週月曜・火曜に全25話で放送された。制作は『宮 -Love in Palace-』『宮S』『ファンタスティック・カップル』などのヒットドラマを生み出したグループエイト（G8）。
日本では、2009年4月12日よりMnetにて『花より男子〜Boys Over Flowers』の邦題で放送された。韓国での放映が開始される1ヶ月以上前の2008年12月1日には株式会社インタラクティブメディアミックス（IMX）による日本語の公式サイトも開設され、ドラマのファンクラブが運営されている。
2009年7月30日からTBSチャンネル、7月31日からTBS、8月5日からBS-TBSにて3波同時放送され、後にTBSで2010年4月5日から月曜深夜1時55分より再放送された。TBS系列以外に、テレビ北海道（テレビ東京系列）、テレビ西日本（フジテレビ系列）でも放送された。

### キャスト（韓国版）
韓国版役名（原作の役名） - 俳優名
主人公
- 금잔디 クム・ジャンディ（牧野つくし） - ク・ヘソン（吹替：白石涼子）

F4
- 구준표 ク・ジュンピョ（道明寺司） - イ・ミンホ（吹替：高橋広樹）
- 윤지후 ユン・ジフ（花沢類） - キム・ヒョンジュン（吹替：遊佐浩二）
- 소이정 ソ・イジョン（西門総二郎） - キム・ボム（吹替：福山潤）
- 송우빈 ソン・ウビン（美作あきら） - キム・ジュン（吹替：野島健児）

ジャンディ（つくし）のバイト先・お粥屋
- 추가을 チュ・カウル（松岡優紀、つくしの親友） - キム・ソウン
- 봄춘식 ポム・チュンシク（千石幸代、店長） - キム・ギバン

ジャンディ（つくし）の家族
- 금일봉 クム・イルボン（牧野晴男） - アン・ソクファン
- 나공주 ナ・コンジュ（牧野千恵子） - イム・イェジン
- 금강산 クム・ガンサン（牧野進） - パク・チビン

ジュンピョ（道明寺）の家族
- 구준희 ク・ジュンヒ（道明寺椿、司の姉） - キム・ヒョンジュ
- 강희수 カン・ヒス（道明寺楓） - イ・ヘヨン
- 정상록 チョン・サンロク（秘書室長西田） - チョン・ホビン
- 使用人頭（タマ） - キム・ヨンオク
- 구봉현 ク・ボンヒョン（神話グループ3代目） - メン・チャンジェ

イジョン（西門）の家族
- ソ・イルヒョン（総二郎の兄） - イム・ジュファン
- ソ・ヒョンシプ（総二郎の父） - キム・ジョンジン

ジフ（花沢）の家族
- 윤석영 ユン・ソクヨン（類の祖父、元大統領、文化財団の総責任者） - イ・ジョンギル

神話学園の生徒
- 진저:최진희 ジンジャー 本名：チェ・ジンヒ（浅井百合子、神話学園美女三銃士） - クク・チヨン
- 써니:박선자 サニー 本名：パク・ソンジャ（鮎原えりか、神話学園美女三銃士） - チャン・ジャヨン
- 미란다:이미숙 ミランダ 本名：イ・ミスク（山野美奈子、神話学園美女三銃士） - ミン・ヨンウォン
- 이제하 イ・ジェハ（織部順平） - チョン・ウィチョル
- 오민지 オ・ミンジ（三条桜子） - イ・シヨン

その他の登場人物
- 민서현 ミン・ソヒョン（藤堂静、F4の幼なじみ） - ハン・チェヨン
- 하재경 ハ・ジェギョン（大河原滋、JKグループ会長の一人娘、ジュンピョの許婚） - イ・ミンジョン
- 차은재 チャ・ウンジェ（日向更、総二郎の幼なじみ） - パク・スジン
- チャン・ユミ（中島海） - キム・ミンジ

### 主題歌（韓国版）
- T-max『Paradise』
  - 日本の歌手であるSAWAが歌う「Pink」（作曲はFreeTEMPO（半沢武志））の盗作であるとの疑惑がインターネット上で起こり騒動となった。2009年4月3日、同曲を作曲したオ・ジュンソクはインタビューに対し「この歌は2001年に作曲した歌で当時準備中だった4人組「mic.ピンク」が歌う予定だった。むしろ未発表だった私の歌を日本側がどうにかして手に入れて盗作したのではないかと思う」と答えている[77]。

### 放送データ（韓国版）
データは左側が韓国TNSテレビ、右側が日本TBSテレビのもの。
韓国版は日本国内局では視聴率が奮わなかった。
| 回                      | 放送日        | 視聴率 |
| ----------------------- | ------------- | ------ |
| 1                       | 2009年 1月5日 | 14.3%  |
| 2                       | 1月06日       | 17.6%  |
| 3                       | 1月12日       | 20.8%  |
| 4                       | 1月13日       | 21.4%  |
| 5                       | 1月19日       | 24.8%  |
| 6                       | 1月20日       | 24.8%  |
| 7                       | 1月26日       | 19.5%  |
| 8                       | 1月27日       | 25.9%  |
| 9                       | 2月02日       | 29.7%  |
| 10                      | 2月03日       | 30.5%  |
| 11                      | 2月09日       | 31.5%  |
| 12                      | 2月10日       | 31.4%  |
| 13                      | 2月16日       | 31.5%  |
| 14                      | 2月17日       | 31.9%  |
| 15                      | 2月23日       | 32.4%  |
| 16                      | 2月24日       | 33.2%  |
| 17                      | 3月03日       | 29.9%  |
| 18                      | 3月09日       | 35.5%  |
| 19                      | 3月10日       | 31.2%  |
| 20                      | 3月16日       | 31.2%  |
| 21                      | 3月17日       | 33.6%  |
| 22                      | 3月23日       | 31.8%  |
| 23                      | 3月24日       | 31.8%  |
| 24                      | 3月30日       | 30.2%  |
| 最終話                  | 3月31日       | 34.8%  |
| Source: TNS Media Korea |               |        |

| 回                             | 放送日         | 視聴率 |
| ------------------------------ | -------------- | ------ |
| 1                              | 2009年 7月31日 | 3.0%   |
| 2                              | 8月03日        | 3.5%   |
| 3                              | 8月04日        | 2.9%   |
| 4                              | 8月05日        | 2.7%   |
| 5                              | 8月06日        | 2.9%   |
| 6                              | 8月07日        | 3.4%   |
| 7                              | 8月10日        | 2.8%   |
| 8                              | 8月11日        | 3.4%   |
| 9                              | 8月12日        | 2.9%   |
| 10                             | 8月13日        | 3.9%   |
| 11                             | 8月17日        | 3.0%   |
| 12                             | 8月18日        | 3.4%   |
| 13                             | 8月19日        | 3.6%   |
| 14                             | 8月20日        | 3.9%   |
| 15                             | 8月21日        | 3.8%   |
| 16                             | 8月24日        | 3.2%   |
| 17                             | 8月25日        | 3.0%   |
| 18                             | 8月26日        | 3.8%   |
| 19                             | 8月27日        | 3.3%   |
| 20                             | 8月28日        | 3.5%   |
| 21                             | 8月31日        | 4.5%   |
| 22                             | 9月01日        | 3.3%   |
| 23                             | 9月02日        | 2.9%   |
| 24                             | 9月03日        | 3.7%   |
| 最終話                         | 9月04日        | 4.1%   |
| Source:ビデオリサーチ/関東地区 |                |        |

### その他（韓国版）
- 2009年3月7日、出演中のチャン・ジャヨンが首をつって自殺しているのが発見された[78][79]。
- 2009年3月18日、韓国放送通信審議委員会は「校内暴力など過激な暴力描写とともに、歪曲された価値観を植えつける恐れがある状況を描写し、放送審議規定を犯した」として警告した[80]。
- 2009年7月31日から、TBSなどJNN系列局数局で「韓国版」が放送されている。7月30日には、東京・六本木で「TBS地上波放送前夜イベント」が開催され、「F4」の吹替を担当した高橋、遊佐、福山、野島の4人がトークショーに参加した[76]。この日は65組130名の募集に対して、その30倍である2000名の応募があった。
- 2009年4月16日に東京のJCBホールにてIMX主催の「日本放送記念イベント」が開催され、韓国版F4とクム・ジャンディ役のク・ヘソンが参加した。昼と夜2回の公演で5000名弱の観客が集まり、ゲストとしてはT-maxとSS501が出演した。2009年9月5日と6日には同じくIMX主催で横浜の国立大ホールにて「プレミアムイベント」が開催される。ク・ヘソン、イ・ミンホ、キム・ヒョンジュン、キム・ボム、キム・ジュンに加え、ソ・イジョンの兄役のイム・ジュホァン、カウル役のキム・ソウンなどのドラマ出演者とアーティストゲストとして、T-maxとSS501に加え、OSTに参加したシンガーソングライターのHowLなどが出演する[81][82]。

## テレビドラマ（中国版・2009年 - 2010年）
中国湖南衛視にて放送。なお、制作側は漫画『花より男子』の権利者よりドラマ化権利を取得せず、「オリジナル作品」と言い張っていた。
2009年に放送された第1期の標題は『一起来看流星雨（中国語版）』（直訳：流星雨を一緒に見る）となり、日本版の『花より男子』に当たる。2010年に放送された第2期の標題は『一起又看流星雨（中国語版）』（直訳：流星雨をまた一緒に見る）となり、日本版の『花より男子2（リターンズ）』に当たる。両作品とも日本未放送。

### キャスト（中国版・2009年 - 2010年）
主人公
- 鄭爽 - 楚雨蕁 (牧野つくし)

F4
- 張翰 - 慕容雲海 (道明寺司)
- 兪灝明 - 端木磊 (花沢類)
- 魏晨 - 葉爍 (美作あきら)
- 朱梓驍 - 上官瑞謙 (西門総二郎)

その他
- 肖涵 - 慕容雲朶 (道明寺椿)
- 陳一娜 - 小漁 (松岡優紀)
- 任斯璐 - 徐麗麗 (三条桜子)
- 殷葉子 - 趙美然 (浅井百合子)
- 徐揚 - 楚母 (牧野千恵子)

### その他（中国版・2009年 - 2010年）
出演者の一人、張翰が、2009年3月18日「2年前（2007年）に刑事事件を起こした前科者」とあるブロガーからネットで暴露され、その事実を認めていたことが中国新聞社で判明した。事件内容は張が2007年に交通違反を逃れるため、警察官を100m引きずったまま自動車を運転し、骨折等の重傷を負わせたというものだが、この事件が未解決だったため、北京の警察から呼び出されたというもので、事件が騒がれた当初は番組プロデューサーは「事実無根」と全面的に否定したものの、17日に張本人のブログで、自ら「悔」という題の謝罪文を公表し、事件が事実であることを認めた。

## テレビドラマ（中国版・2018年）
『流星花園』は2018年7月9日から8月29日まで中国湖南衛視で放送されていた中国のテレビドラマである。原題は台湾版と同じく『流星花園』となる。日本では現在『流星花園 2018』の邦題でNetflixで日本語字幕付き配信されている。

### キャスト（中国版・2018年）
中国版名2018年（日本語版名）- 俳優名

#### 主人公
- 董杉菜（牧野つくし）- 沈 月

#### F4
- 道明寺（道明寺司）- 王鶴棣
- 花泽类（花沢類）- 官 鴻
- 西门彦（西門総二郎）- 梁靖康
- 冯美作（美作あきら）- 呉希沢

### 視聴率
| ep    | 元の放送日   | 平均オーディエンスシェア（CSM52） | 平均オーディエンスシェア（CSM52） | 平均視聴者シェア（全国平均） | 平均視聴者シェア（全国平均） |
| ep    | 元の放送日   | 視聴率                            | オーディエンスシェア              | 視聴率                       | オーディエンスシェア         |
| ----- | ------------ | --------------------------------- | --------------------------------- | ---------------------------- | ---------------------------- |
| 1-2   | 2018年7月9日 | 1.126%                            | 8.04%                             | 1.11%                        | 9.68%                        |
| 3-4   | 7月10日      | 1.032%                            | 7.023%                            | 1.11%                        | 9.03%                        |
| 5-6   | 7月11日      | 0.991%                            | 6.731%                            | 1.12%                        | 8.85%                        |
| 7-8   | 7月16日      | 0.931%                            | 7.045%                            | 1.1%                         | 9.77%                        |
| 9-10  | 7月17日      | 0.919%                            | 6.803%                            | 1.12%                        | 9.57%                        |
| 11-12 | 7月18日      | 0.983%                            | 7.254%                            | 0.97%                        | 8.71%                        |
| 13-14 | 7月19日      | 0.922%                            | 6.42%                             | 1.12%                        | 9.24%                        |
| 15-16 | 7月23日      | 0.861%                            | 6.726%                            | 0.97%                        | 9.07%                        |
| 17-18 | 7月24日      | 0.893%                            | 6.571%                            | 1.09%                        | 9.76%                        |
| 19-20 | 7月25日      | 0.969%                            | 7.042%                            | 0.99%                        | 8.6%                         |
| 21-22 | 7月30日      | 0.916%                            | 6.876%                            | 1%                           | 8.92%                        |
| 23-24 | 7月31日      | 0.914%                            | 6.792%                            | 1.09%                        | 9.31%                        |
| 25-26 | 8月1日       | 0.872%                            | 6.584%                            | 0.81%                        | 7.21%                        |
| 27-28 | 8月6日       | 0.824%                            | 6.46%                             | 0.89%                        | 8.07%                        |
| 29-30 | 8月7日       | 0.781%                            | 6.058%                            | 0.92%                        | 7.92%                        |
| 31-32 | 8月8日       | 0.792%                            | 6.027%                            | 0.97%                        | 8.61%                        |
| 33-34 | 8月13日      | 0.756                             | 5.808%                            | 0.84%                        | 7.59%                        |
| 35-36 | 8月14日      | 0.749%                            | 5.771%                            | 0.78%                        | 7.22%                        |
| 37-38 | 8月15日      | 0.669%                            | 5.325%                            | 0.72%                        | 6.66%                        |
| 39-40 | 8月20日      | 0.751%                            | 5.879%                            | 0.77%                        | 7.31%                        |
| 41-42 | 8月21日      | 0.709%                            | 5.595%                            | 0.69%                        | 6.33%                        |
| 43-44 | 8月22日      | 0.592%                            | 4.336%                            | 0.57%                        | 5.1%                         |
| 45-46 | 8月27日      | 0.713%                            | 5.694%                            | 0.61%                        | 6.09%                        |
| 47-48 | 8月28日      | 0.586%                            | 4.658%                            | 0.6%                         | 5.95%                        |
| 49-50 | 8月29日      | 0.707%                            | 5.554%                            | 0.6%                         | 5.7%                         |
| 平均  | 平均         | 0.841%                            | 6.32%                             | 0.9%                         | 8%                           |

中国では、人口が多くテレビのシェアが多いため1.0％以上の視聴率は高い。

## テレビドラマ（タイ版）
『F4 Thailand / Boys over flowers』のタイトルで、タイのGMM25とテレ朝チャンネル1、U-NEXTにて2021年12月18日より放送された。前週の12月11日にはGMM25とテレ朝チャンネル1で「メイキング・エピソード0」が放送された。
GMMTVが2019年10月15日に開催した「NEW & NEXT」のイベントにて制作を発表し、2020年9月16日にメインキャストを発表した。漫画を原作とするが、タイでは近年いじめや差別に対する問題意識が高まっており、監督のオー・パッター＝トーンパーンは本作ではそうした社会問題を強く意識したものとなると語った。
トゥ、デュー、ナニは本作品がデビュー作となる。
2020年10月に権利取得支援をしたAKATSUKIより、11月から撮影開始、2021年夏に全16話での放映と発表された。12月6日にドラマ成功を祈願した礼拝式に主演のトゥ、デュー、ナニを含むキャスト・スタッフが参加した。新型コロナウイルス感染症の影響からスケジュールが遅れ、2021年12月3日にティザー映像が公開され同月18日からの放送が発表された。
2022年11月より、U-NEXTにて日本語吹替版を独占配信予定。

### キャスト（タイ版）
タイ版役名（日本語版役名） - 俳優名
主人公
- กอหญ้า ゴーヤー（牧野つくし） - ตู-ต้นตะวัน ตันติเวชกุล トゥ・トンタワン・タンティウェーチャクン（吹替：寺崎裕香）

F4
- ธาม ターム・アキラ・パラマーアナン（道明寺司） - ไบร์ท-วชิรวิชญ์ ชีวอารี ブライト・ワチラウィット・チワアリー（吹替：諏訪部順一）
- กวิน ガウィン・テミヤカリン・キッティヤンクン（西門総二郎） - วิน-เมธวิน โอภาสเอี่ยมขจร ウィン・メータウィン・オーパッイアムカジョーン（吹替：神谷浩史）
- เร็น レン・レンラウィン・アーイラー（花沢類） - ดิว-จิรวรรตน์ สุทธิวณิชศักดิ์ デュー・ジラワット・スティワニッチャサック（吹替：櫻井孝宏）
- เอ็มเจ エムジェー・メータ・ジャルティワー（美作あきら） - นานิ-หิรัญกฤษฎิ์ ช่างคำ ナニ・ヒランクリット・チャンカム（吹替：浪川大輔）

その他
- ロサリン（道明寺楓、タームの母親） - ซินดี บิชอพ シンディー・ビチョップ
- ティア（道明寺椿、タームの姉） - มารีญา พูลเลิศลาภ マリア・プーンルーラープ（吹替：井上麻里奈）
- カニン（松岡優紀、ゴーヤーの友人） - พรีม-ชนิกานต์ ตังกบดี プリム・チャニカン・タンカボディー
- ガワオ（千石幸代、バイト先の花屋の店長） - นิติ ชัยชิตาทร ポンパム・ニティ・チャイチタトーン
- サンチャイ（牧野晴男、ゴーヤーの父） - วัชระ ปานเอี่ยม ジヤップ・ワチャラ・パンイアム
- ブッサバー（牧野千恵子、ゴーヤーの母） - มยุริญ ผ่องผุดพันธ์ ギク・マユリン・ポンプッパン（吹替：井上明子）
- グラーカーオ（牧野進、ゴーヤーの弟） - ณัฐวรรธน์ จิโรชย์ธิกุล フォース・ナッタワット・ジローティクン（吹替：沢城千春）
- ハナ（三条桜子、学生） - จูน-วรรณวิมล เจนอัศวเมธี ジューン・ワンナウィモン・ジェーンアサワメーティー
- プーパー（学生） - คณพันธ์ ปุ้ยตระกูล ファースト・カナパン・プイトラクーン
- タレー（プーパーの弟分） - เค เลิศสิทธิชัย ケイ・ラットシティチャイ
- リター（大河原滋、タームの婚約者） - มิ้ลค์-พรรษา วอสเบียน ミルク・パンサ・ウォスビエン
- ミラー（藤堂静、レンの片思いの相手） - ยงวรี งามเกษม ファー・ヨンワリー・ナムカセーム
- モーナー（日向更、ガヴィンの初恋の相手）นีร สุวรรณมาศ ニーン・ニーラ・スワナマー（吹替：庄司宇芽香）
- テスラ（カニン彼氏） - กันสมาย-ชนกันต์ อาพรสุทธินันธ์ ガンスマイル・チョンナカン・アーポンスティナン（吹替：平川大輔）
- ドミニク（ジャン・ピエール・マイヨール、ミラーの恋人） - ลุค อิชิคาว่า พลาวเด้น ルーク・イシカワ・プラウデン
- パーユ（タマ、ターム家の使用人頭） - พิศมัย วิไลศักดิ์ ミー・ピッサマイ・ウィライサック
- ジェーン（浅井百合子、学生 リリーズのリーダー） - พัชรา ทับทอง クラプック・パチャラー・タプトーン（吹替：天希かのん）

### 主題歌（タイ版）
- BRIGHT, WIN, DEW, NANI 『Who am I』[92]
- BRIGHT, WIN, DEW, NANI 『Shooting Star』[93]
- DEW 『In the Wind』[94]
- フルーク 『โลกของฉันคือเธอ (You Mean the World)』[95]
- Violette Wautier 『One Last Cry』[96]
- NANI 『Best life』[97]
- BRIGHT 『Nighttime』[98]
- WIN 『แสงที่ปลายฟ้า (Silhouette)』[99]

### 放送データ（タイ版）
タイにおける評価。
- 青文字が最低の評価を表し、 赤文字が最高の評価を表す。

| 回   | 放送日         | タイトル                              | 評価    |
| ---- | -------------- | ------------------------------------- | ------- |
| 0    | 2021年12月11日 | F4 Thailand Begins : เปิดหัวใจรักสี่ดวงดาว | 0.098   |
| 1    | 12月18日       | The Footprint of Meteor               | 0.276   |
| 2    | 12月25日       | The Second Inpact                     | 0.404   |
| 3    | 2022年1月8日   | The Paper Plane                       | 0.4     |
| 4    | 1月15日        | The Broken Door                       | 0.5     |
| 5    | 1月22日        | The Glass Mask                        | 0.431   |
| 6    | 1月29日        | The Tulip Mania                       | 0.494   |
| 7    | 2月5日         | The Four Flowers                      | 0.334   |
| 8    | 2月12日        | The Present Perfect                   | 0.473   |
| 9    | 2月19日        | The Incident of 1%                    | 0.456   |
| 10   | 2月26日        | The Time Machine                      | 0.670   |
| 11   | 3月5日         | The Atonement                         | 0.662   |
| 12   | 3月12日        | The Scripted Relationship             | 0.385   |
| 13   | 3月19日        | The Rooftop of Tomorrow               | 0.443   |
| 14   | 3月26日        | The Chessboard                        | 0.248   |
| 15   | 4月2日         | The Neverland                         | 0.295   |
| 16   | 4月9日         | The Meteor Shower                     | 0.489   |
| 平均 | 平均           | 平均                                  | 0.435 1 |

^1EP.0を除いた、各話毎の平均評価に基づく。

## 実写映画

### 1995年（フジテレビ・東映版）
タイトルは『花より男子』。1995年8月19日公開。初代実写版。内田有紀の映画（主演）デビュー作、および、藤木直人、谷原章介の俳優デビュー作。楠田泰之監督・梅田みか脚本。フジテレビ（アベクカンパニー）制作、東映配給。
当時の人気アイドルを主演に迎えた「ぼくたちの映画シリーズ」第1弾として制作された。併映作『白鳥麗子でございます!』と合わせ、総原価は4億円強。
【一般市民（パンピー）】のつくしが【高飛車（タカピー）】の人間が集う大学に入ってしまい、F4などとの奮闘記が描かれている。作品中で道明寺と結ばれ、ダンスライブ（TRFが出演）のエンディングで物語が完結している。
内田有紀の初主演映画で、藤木直人は資生堂のCM「OPTUNE（オプチューン）」で話題を集めていたことからの抜擢。佐伯賢作らは1万人を越えるオーディションの中から選ばれた。製作当時で集英社から9巻出ていた単行本が各60万部売れており、認知度は高かったが、当時はアイドル映画はフタをあけて見ないと判らないと評され、興行を夏休みの一番の稼ぎ時に配され、内田有紀も既に人気は上がってはいたが、どれだけ集客力があるのか未知数といわれ、内田にとっても所属のバーニングプロダクションにとっても勝負になると見られた。
本作品と併映作『白鳥麗子でございます!』の二本立ては新しいチャレンジがあり、その後の映画製作に大きな影響を与えた。テレビ局は劇場を持たないため、配給は映画会社に頼むしかないのは当然としても、これ以前の映画は撮影をテレビ局が持っていないフィルムで撮ることもあり、製作のどこかの部分で映画会社の力を借りていた。ところが本作品と併映作はプロデューサーはフジテレビで出し、本作品の製作はアベクカンパニーが、『白鳥麗子でございます!』は共同テレビが行い、東映は委託配給で制作に全く関わらなかった。当時ではまだ珍しかったハイビジョンで撮影したビデオを35mmフィルムに変換して劇場公開した。ダビングはIMAGICAで技術的にも水準が高く、画質が少し落ちるのではと不安視されたがあまり問題はなかった。フィルム撮影の経験が無いテレビ畑のスタッフが完全に自前で、テレビ番組の手法で作った映画であった。メリットとしては撮影機材その他全部がテレビ局の自前でレンタル料がかからないこと、製作日数が35mmで撮るより短くて済むこと、そのままハイビジョン放送に使えること、ビデオのマスターとしても価値が高いことなどが挙げられ、デメリットとしては手間がかかり製作費は35mmで撮るよりかえって高くつくことだった。
また『白鳥麗子でございます!』主演の松雪泰子と内田有紀を並べてパンピー・タカピーと対比させた広告が展開され、今日では珍しくない二人のアイドル女優を、フルに劇場キャンペーンに回らせたのも初めての試みだった。これが観客動員に果たした役割は大きく、テレビ局による映画製作の一つのパターンを確立させた。
劇場公開時には内田有紀が北海道から九州まで、公開初日から約20日間、全国31都市、40数ヵ所で舞台挨拶をし、舞台挨拶時には内田目当ての男性ファンが目立ったが、通常の上映の際の観客層は女性中心となり、アンケートによる満足調査では80%が満足と回答したという。作品的にはほとんど批評の対象とならなかったが、大高宏雄は当時途絶えようとしていたアイドル映画の新たな作品として内田有紀の映画デビュー作である本作品を肯定的に捉えている。
配給収入は二本で4億2000万円。宣伝費も含んだ2作品の総製作費は約4億円で、テレビ放映や、キングレコードから発売されたビデオも含めて、2次使用も見込んだ映画としては商業的には大成功とみられている。

#### キャスト（フジテレビ・東映版）
主人公
- 牧野つくし - 内田有紀

F4
- 道明寺司 - 谷原章介
- 花沢類 - 藤木直人
- 西門総二郎 - 佐伯賢作
- 美作あきら - 橋爪浩一

その他
- 藤堂静 - 江黒真理衣
- 三条桜子 - 坂上香織
- 松岡優紀 - 笹峰愛
- 浅井百合子 - 利根川朱里
- 山野美奈子 - 藤原紀香
- 清水ミチコ、南麻衣子、小林千香子 ほか

#### スタッフ（フジテレビ・東映版）
- 原作 - 神尾葉子（集英社マーガレットコミックス刊）
- 監督 - 楠田泰之
- 脚本 - 梅田みか
- 主題歌 - 内田有紀「BABY'S GROWING UP」（キングレコード）
- 挿入歌 - TRF「Overnight Sensation 〜時代はあなたに委ねてる〜」（avex trax）
- 撮影 - 星谷健司、佐藤光雄
- 美術 - 上村正三
- 録音 - 松永英一
- 照明 - 和田智裕、本間利明
- 監督補 - 中島悟
- 助監督 - 飯島真一、川村泰祐
- スクリプター - 舘野弘子
- スチール - 水谷功
- 技術制作 - 杉野有充、堀田満之、皆川慶助
- アクションコーディネーター - 佐々木修平
- 技術協力 - IMAGICA
- 美術協力 - フジアール
- 撮影協力 - 東京工科大学／日本工学院八王子専門学校、下田プリンスホテル、品川プリンスホテル
- 装飾 - テレフィット、京阪商会
- 音楽協力 - エヌ・エス・エル
- 選曲・音響効果 - サウンドシップ
- ポスプロ - 東京テレビセンター、共同テレビジョン
- エグゼクティブ・プロデューサー - 松下千秋、阿部祐三
- 企画 - 重村一、堀口壽一
- 製作者 - 村上光一、周防郁雄
- プロデューサー - 宅間秋史、小牧次郎、重岡由美子、柴崎正
- 企画協力 - バーニングプロダクション
- 製作協力 - アベクカンパニー
- 製作 - フジテレビ

### 2008年（TBS・東宝版）
『花より男子F』（はなよりだんごファイナル）のタイトルで2008年6月28日に公開された。TBS系列で放送されたドラマシリーズの完結編としており、ドラマシリーズと同じく主演は井上真央。
内容は、ドラマシリーズ『花より男子2（リターンズ）』最終話の卒業プロムの4年後。結婚を控えたつくしと司が、ある大事件に巻き込まれるというもの。映画版はドラマと違い、原作漫画のエピソードを使わず、サスペンスの要素が加えられた完全オリジナル脚本を採用。撮影は2008年1月にクランクイン、同3月下旬クランクアップした。海外ロケは、香港・ラスベガスなどで行われ、前売り券は24万枚を突破。興行初日の2008年6月28日、29日の2日間で観客動員80万5350人、興行収入10億579万8910円を達成した。これは当時のTBS製作映画では史上最高の出足である。最終的な興行収入は77.5億円で、これは外国映画も含めて2008年の日本の興行収入ランキングでは『崖の上のポニョ』に次ぐ2位だった。また、全日本空輸（ANA）がスポンサーについたことで、同映画の一部が使われたANA国際線のテレビCM「週末香港」などが製作され連日放送されるとともに、国際線の機内アミューズメントで同映画が放映されている。
完成披露試写会は同年6月23日、東京・北の丸公園の日本武道館で行われ、25万通以上の応募から抽選で選ばれた6000人が招待された。その後発売されたDVDプレミアム・エディションは、初回出荷で40万台分の予約、販売となった。
ストーリー
道明寺のプロポーズから4年。つくしが英徳学園を卒業した後の話。今まで2人の交際に猛反対していた司の母・楓からつくしへ、推定100億円ともいわれるティアラ“ビーナスの微笑”が婚約の証として贈られる。ところがその夜、つくしと司の目の前でティアラが何者かによって奪われてしまう。つくしは「永遠の愛を手にする」という伝説を持つ“ビーナスの微笑”を探し出すべく、ラスベカス・香港・そして無人島と世界中を駆け巡る。そして、F4はそれぞれの道を歩み始めていた。

#### キャスト（TBS・東宝版）
主人公
- 牧野つくし - 井上真央

F4
- 道明寺司 - 松本潤
- 花沢類 - 小栗旬
- 西門総二郎 - 松田翔太
- 美作あきら - 阿部力

その他
- 藤堂静 - 佐田真由美
- 大河原滋 - 加藤夏希
- 三条桜子 - 佐藤めぐみ
- 千石幸代 - 加藤貴子
- 松岡優紀 - 西原亜希
- 西田 - デビット伊東
- ケン内田 - 鶴見辰吾
- サニー - AKIRA （EXILE）
- タマ - 佐々木すみ江
- 三雲孝江
- 小林麻耶 (TBS)
- 広重玲子 (TBS)
- ホテル従業員 - 竹中直人
- 記者 - 田口浩正
- 乗務員 - ベッキー
- 家電ショップ客 - 高橋ジョージ
- 謎の紳士 - 北大路欣也（特別出演）
- 鏑木和 - 藤木直人
- 牧野進 - 冨浦智嗣
- 牧野晴男 - 小林すすむ
- 牧野千恵子 - 石野真子
- 道明寺楓 - 加賀まりこ

#### スタッフ（TBS・東宝版）
- 原作 - 神尾葉子『花より男子』（集英社マーガレットコミックス）
- 脚本 - サタケミキオ
- 音楽 - 山下康介
- 主題歌 - 嵐「One Love」（ジェイ・ストーム）[130]
- 挿入歌 - aiko「KissHug」（ポニーキャニオン）[131]
- エグゼクティブプロデューサー - 濱名一哉
- プロデューサー - 瀬戸口克陽、三城真一
- 配給 - 東宝
- 製作委員会 - 東宝、TBS、集英社、PPM、ジェイ・ストーム
- 監督 - 石井康晴

#### ソフト
発売元はTBSテレビ / 集英社、発売協力にTBSサービス、販売元はTCエンタテインメント。DVD版は2008年12月19日に、Blu-ray版はDVD版の発売から丁度10年目となる2018年12月19日に発売された。
- 花より男子F スタンダード・エディション（1枚組）
  - 本編：劇場公開版本編を収録
  - 映像特典
    - スポット集

  - 音声特典
    - 日本語音声ガイダンス
- 花より男子F プレミアム・エディション（3枚組）
  - ディスク1：本編ディスク（スタンダード・エディションと同様）
  - ディスク2：特典ディスク1（DVD版はDVD、Blu-ray版はBlu-rayで収録）
    - 本編：劇場公開版に約32分の未公開シーンを追加した「ディレクターズカット版」本編を収録

  - ディスク3：特典ディスク2（DVD版はDVD、Blu-ray版はBlu-rayで収録）
    - 製作発表
    - メイキング
    - クランクアップ集
    - メモリアルイベント集
      - 完成披露試写会 in 日本武道館
      - 初日舞台挨拶 in 日劇2
      - 大ヒット5大都市舞台挨拶・花男ジェット
      - 大ヒット舞台挨拶 in 沖縄
      - ファイナルイベント in 恵比寿ガーデンプレイス

    - キャストインタビュー
    - 公開記念ナビ番組完全版

  - DVDプレミアム・エディション初回限定特典
    - モノクロ・ポストカード（5枚組）
    - 豪華トラベルバッグ仕様収納BOX付きデジパック仕様

  - その他特典（DVDプレミアム・エディション初回生産分終了後、及びBlu-rayプレミアム・エディション共通）
    - 特製三方背アウターケース付きデジパック仕様

#### 補足
- 公開日2週間ほど前から、つくしとF4役の5人を中心とした出演者らにより、ドラマを放送したTBSを中心に報道番組のほかバラエティ番組やお笑い番組などでも積極的に番宣が行われた。
- 公開前日の6月27日に「花より男子・特別版」と題して、TBSの金曜ドラマ枠で第1・2期のダイジェストと映画のワンシーン、新規制作されたミニドラマを挟んでの生放送が行われた。シリーズを通して主題歌を担当した嵐は赤坂BLITZにて「FINAL Remix feat.WISH, Love so sweet & One Love」を披露した。生放送では、道明寺が松本の代わりに嵐のメンバーという設定になっており、井上やF4メンバーは演技をしていた。エンディングでは、嵐のリーダー・大野智が主演する「魔王」（同枠で翌週スタート）の番宣も行われた。視聴率は17.9%（関東地区、ビデオリサーチ調べ）。
- 2008年2月、映画公式サイトのアクセス数が4億ビューを突破した。
- 2008年8月21日にイベントを行い、花より男子の聖地である恵比寿ガーデンプレイスで、井上・松本は映画で着ている衣装で700人のファンの前に登場した。
- 2009年12月24日、テレビシリーズを放映していたTBS系列でノーカットで地上波初放送された。視聴率は9.0%（関東地区、ビデオリサーチ調べ）。

## 携帯型ゲーム
『花より男子 Another Love Story』
- 対応機種：ゲームボーイカラー
- 発売元：TDKコア
- ジャンル：恋愛アドベンチャー
- 発売日：2001年7月27日発売

『花より男子 恋せよ女子（おとめ）!』
- 対応機種：ニンテンドーDS
- 発売元：コナミデジタルエンタテインメント
- ジャンル：雑草系恋愛アドベンチャー
- 発売日：2008年7月10日発売

### キャスト（携帯型ゲーム）
主人公
- 牧野つくし - 豊口めぐみ

F4
- 道明寺司 / 国沢亜門 - 櫻井孝宏
- 花沢類 - 宮野真守
- 西門総二郎 - 置鮎龍太郎
- 美作あきら - 近藤隆

その他
- 青池和也 - 下野紘
- 道明寺楓 - 深見梨加
- 道明寺椿 / 松岡優紀 - 生天目仁美
- 藤堂静 - 山崎和佳奈
- 天草清之介 - 石田彰
- 三条桜子 / 水無月千鶴 - 柚木涼香
- 大河原滋 / 日向更 - 樋口智恵子

## 携帯電話ゲーム
『花より男子〜F4とファーストキス〜』
- 対応機種：スマートフォン（App Store/Google PlayおよびMobage）
- 発売元：ボルテージ
- ジャンル：恋愛ドラマアプリ
- 発売日：2015年7月3日配信開始

## 舞台

### 『花より男子 The Musical』
2016年1月から2月にシアタークリエ、福岡サンパレスホテル&ホール、愛知県芸術劇場大ホール、サンケイホールブリーゼでミュージカル化作品が上演された。脚本は青木豪、演出は鈴木裕美、音楽は本間昭光が担当。
主人公の牧野つくし役はオーディションで決定し、応募者3000人の中から加藤梨里香が選ばれた。
2017年には韓国版として上演され、鈴木と本間がそれぞれ続投し、音楽監督はイ・ソンジュンが担当。

#### キャスト（舞台）
初演（日本版：2016年）
- 牧野 つくし - 加藤梨里香[135]
- 道明寺 司 - 松下優也（X4）[135]
- 花沢 類 - 白洲迅[135]
- 西門 総二郎 - 真剣佑[135]
- 美作 あきら - 上山竜治[135]
- 織部 順平 - 木村了
- 藤堂 静 - 古畑奈和（SKE48）
- 浅井 百合子 - 玉置成実
- 牧野 千恵子（つくしママ） - 生田智子
- 牧野 晴男（つくしパパ） - 吉野圭吾

再演（韓国版：2017年）
- 牧野 つくし - J-Min、ミン（miss A）[136]
- 道明寺 司 - チャンソプ（BTOB）、ケン（VIXX）、キム・ジフィ[136]
- 花沢 類 - ソンミン（SUPER JUNIOR）、ジョンフィ、キム・テオ[136]

#### 上演日程
初演（日本版：2016年）
- 東京（日比谷・シアタークリエ） 2016年1月5日 - 24日
- 福岡（福岡サンパレス ホテル&ホール） 2016年1月28日
- 名古屋（愛知県芸術劇場 大ホール） 2016年2月6日 - 7日
- 大阪（サンケイホールブリーゼ） 2016年2月11日 - 14日

再演（韓国版：2017年）
- 弘益大学大学路アートセンター大劇場 2017年2月

### 『TAKARAZUKA MUSICAL ROMANCE　花より男子』
2019年6月から7月にかけて、TBS赤坂ACTシアターにて上演。脚本・演出は野口幸作、主演は柚香光、城妃美伶。

#### キャスト（宝塚版）
- 道明寺 司 - 柚香光
- 牧野 つくし - 城妃美伶
- 美作 あきら - 優波慧
- 花沢 類 - 聖乃あすか
- 西門 総二郎 - 希波らいと
- 牧野 晴男（つくしパパ） - 高翔みず希
- 浅井 百合子 - 鞠花ゆめ
- 牧野 千恵子（つくしママ） - 美花梨乃
- 藤堂 静 - 華雅りりか
- 鮎原 えりか - 若草萌香
- 三条 桜子 - 音くり寿
- 山野美奈子 - 鈴美椰なつ紀
- 松岡 優紀 - 朝葉ことの
- 牧野 進 - 青騎司